# Batalha de Nördlingen (1634)

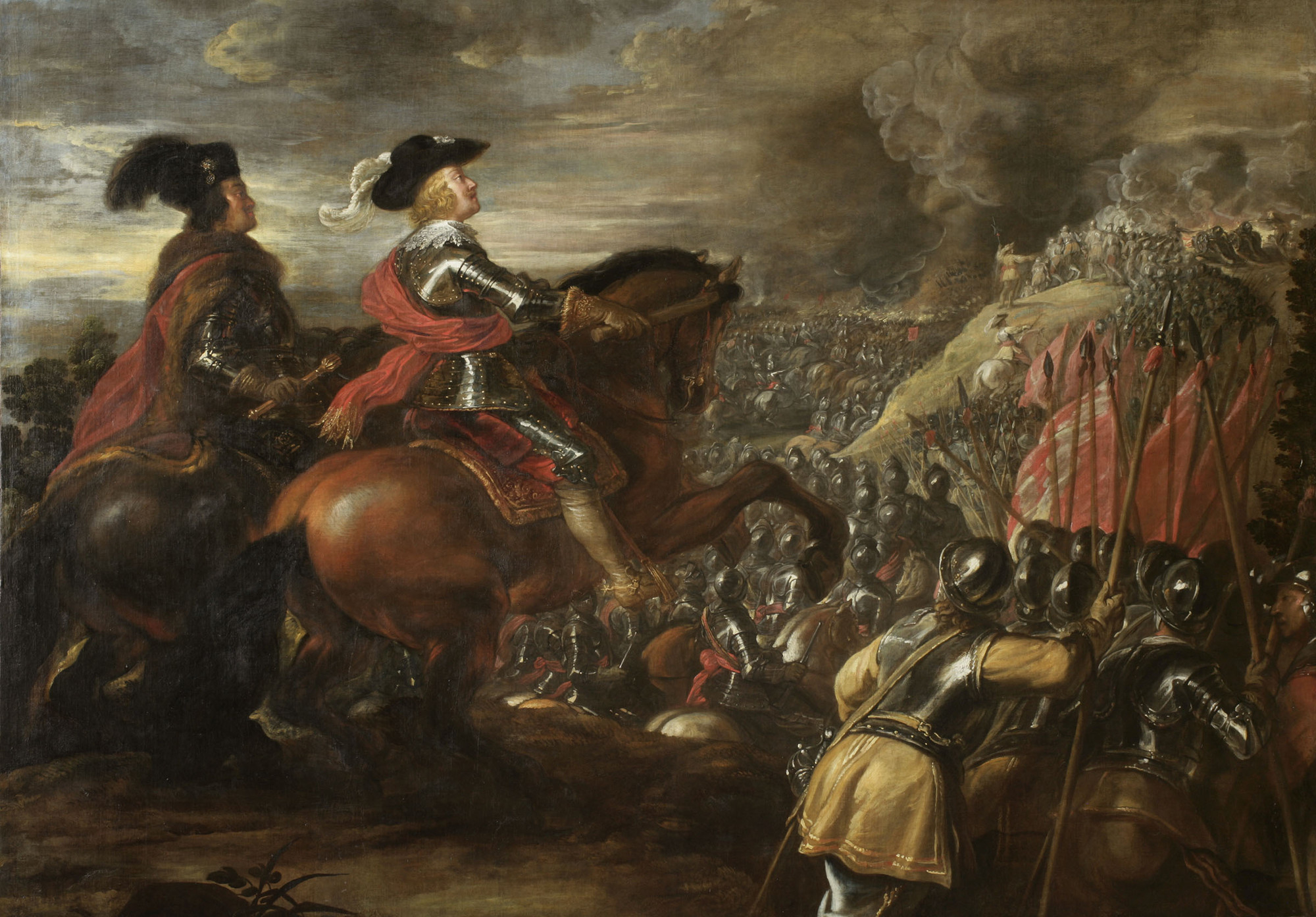
A Batalha de Nördlingen por Jan van den Hoecke

A Batalha de Nördlingen (alemão: Schlacht bei Nördlingen; espanhol: Batalla de Nördlingen; sueco: Slaget vid Nördlingen) ocorreu em 6 de setembro de 1634 durante a Guerra dos Trinta Anos. Uma força combinada imperial - espanhola obteve uma vitória esmagadora sobre um exército sueco-alemão.
Em 1634, os suecos e seus aliados alemães protestantes ocuparam grande parte do sul da Alemanha e bloquearam a Estrada Espanhola, uma rota de abastecimento terrestre usada pelos espanhóis para canalizar tropas e suprimentos da Itália para apoiar sua guerra em andamento contra a República Holandesa. A fim de recuperar o controle disso, um exército espanhol sob o cardeal-infante Fernando se uniu a uma força imperial liderada por Fernando da Hungria perto da cidade de Nördlingen, que era mantida por uma guarnição sueca.
Um exército sueco-alemão comandado por Gustav Horn af Björneborg e Bernhard de Saxe-Weimar marchou em seu socorro, mas subestimaram significativamente o número e o calibre das tropas imperial-espanholas que os enfrentavam. Em 6 de setembro, Horn lançou uma série de ataques contra as obras de terraplenagem construídas nas colinas ao sul de Nördlingen, todas repelidas. Números superiores significavam que os comandantes imperiais espanhóis poderiam reforçar continuamente suas posições e Horn finalmente começou a recuar. Ao fazê-lo, foram flanqueados pela cavalaria imperial e o exército protestante entrou em colapso.
A derrota teve consequências territoriais e estratégicas de longo alcance; os suecos se retiraram da Baviera e sob os termos da Paz de Praga em maio de 1635, seus aliados alemães fizeram as pazes com o imperador Fernando II. A França, que antes se restringia a financiar os suecos e holandeses, tornou-se formalmente um aliado e entrou na guerra como um beligerante ativo.